# Passiflora mixta
Passiflora mixta är en passionsblomsväxtart som beskrevs av Carl von Linné d.y.. Passiflora mixta ingår i släktet passionsblommor, och familjen passionsblomsväxter. Utöver nominatformen finns också underarten P. m. pilaloensis.

## Bildgalleri

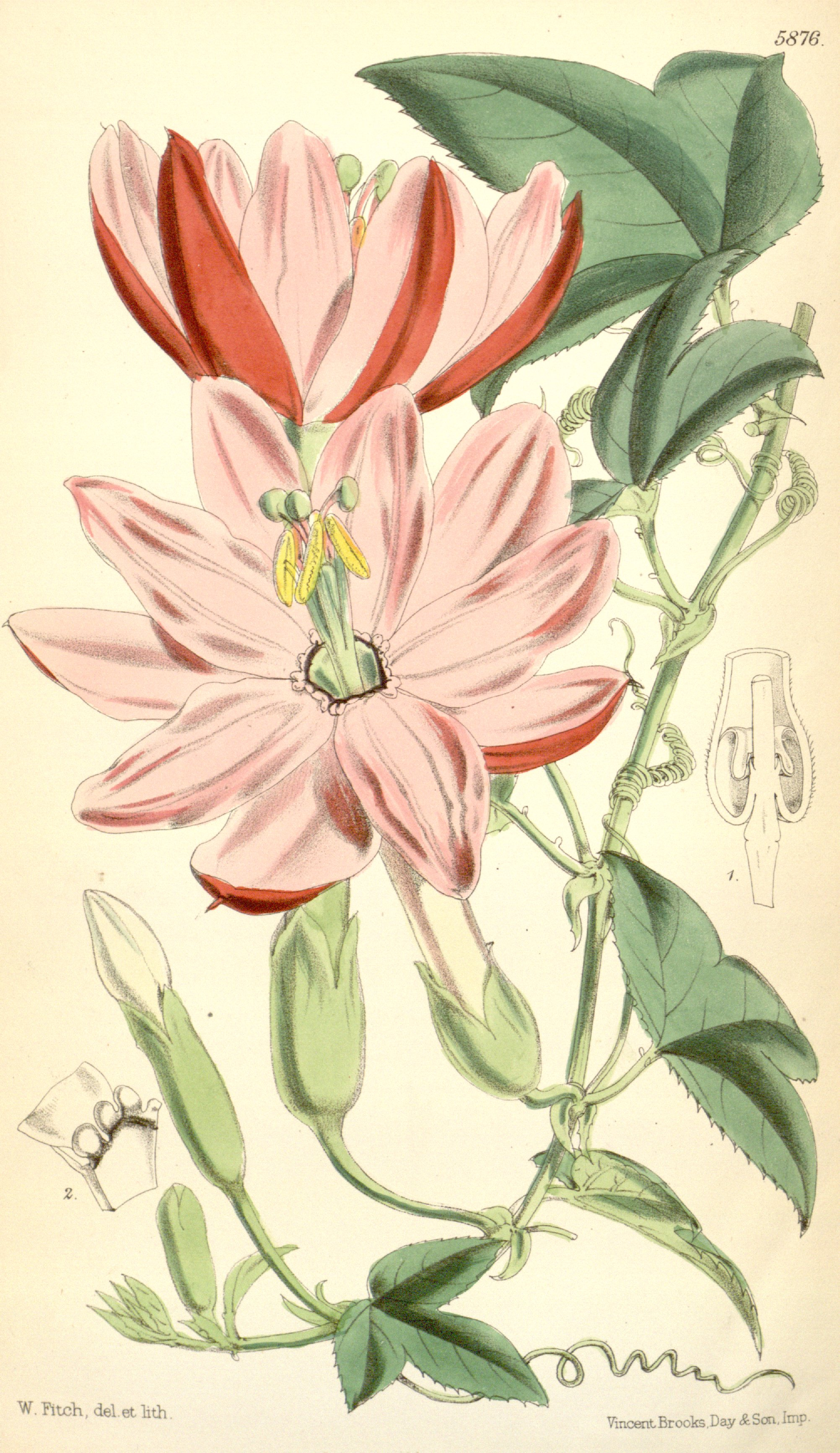
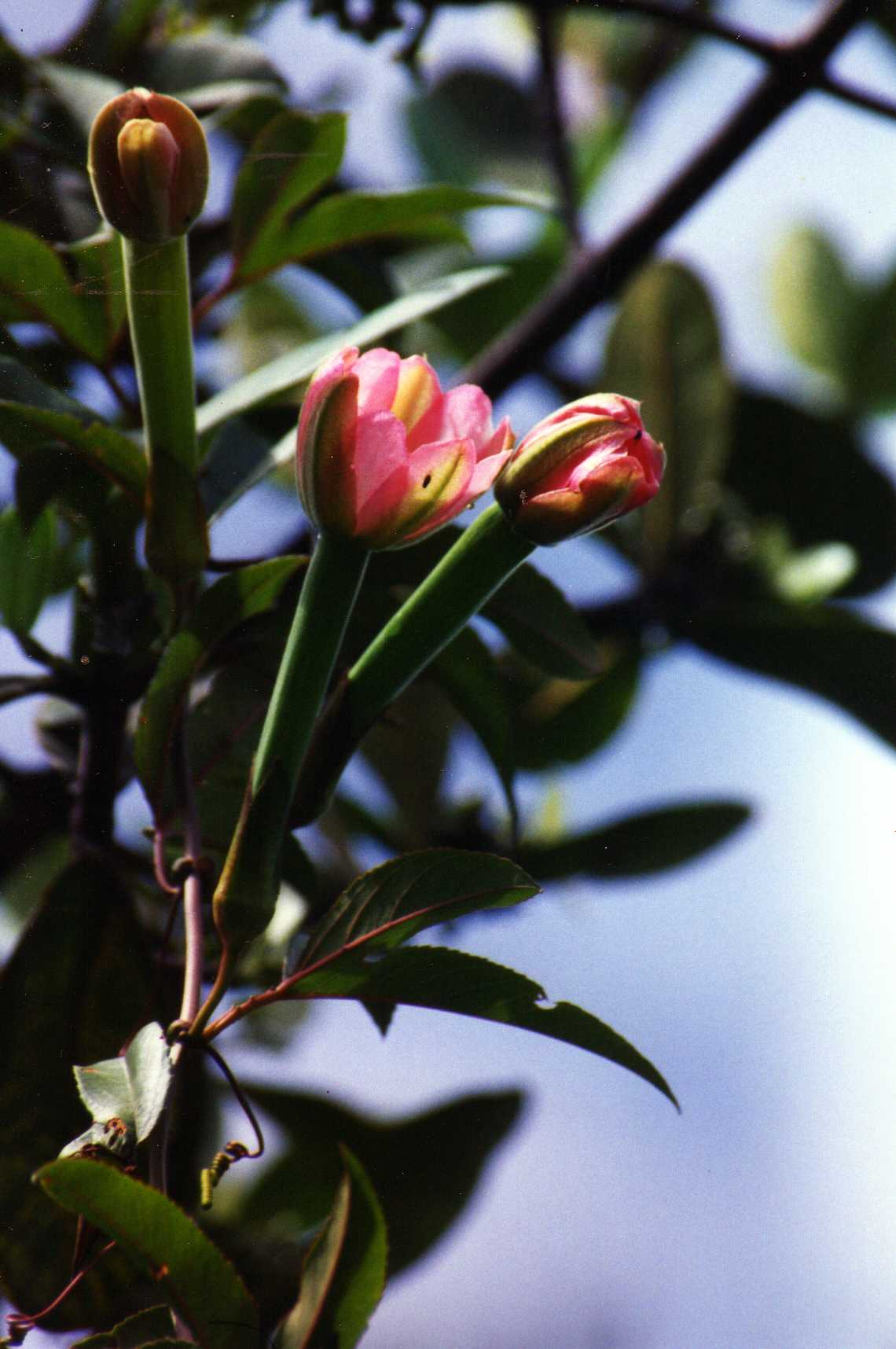
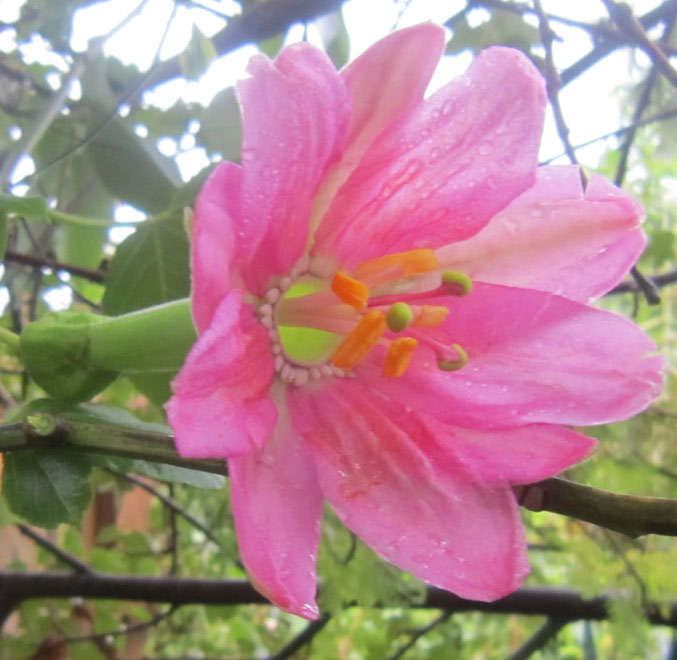